# Laurens Meintjes
Laurens Smitz Meintjes (ur. 9 czerwca 1868 w Aberdeen – zm. 30 marca 1941 w Potgietersrus) – południowoafrykański kolarz torowy, złoty medalista mistrzostw świata.

## Kariera
Największy sukces w karierze Laurens Meintjes osiągał w 1893 roku, kiedy zdobył złoty medal w wyścigu ze startu zatrzymanego amatorów podczas mistrzostw świata w Chicago. W zawodach tych bezpośrednio wyprzedził dwóch reprezentantów gospodarzy: Charlesa Albrechta oraz Emila Ulbrichta. Był to jednak jedyny medal wywalczony przez Meintjesa na międzynarodowej imprezie tej rangi. Nigdy nie wystartował na igrzyskach olimpijskich.